# Maurice Duruflé
Maurice Duruflé (11. ledna 1902, Louviers, Eure - 16. června 1986, Paříž) byl francouzský varhaník a skladatel.

## Biografie
Roku 1912 se Duruflé stal sboristou školy při Rouenské katedrále, kde studoval hru na klavír a varhany u Julese Healinga. Ve věku 17 let, po přestěhování do Paříže, navštěvoval soukromé hodiny u Charlese Tournemira, kterému dělal až do roku 1927 asistenta v bazilice Svaté Klotildy. Od roku 1920 navštěvoval pařížskou konzervatoř, kde studoval u Noëla a Jeana Gallonových, Paula Dukase, Louise Vierneho a Charlese Tournemira. Patřil k posledním z velké francouzské varhanní školy založené Césarem Franckem a Charles-Marie Widorem. Absolvoval na výbornou ve hře na varhan, harmonii, klavírním doprovodu a skladbě.
V roce 1927 si ho Louis Vierne vybral jako asistenta v chrámu Notre Dame. Od roku 1930 působil jako varhaník v kostele Saint-Étienne-du-Mont v Paříži a procestoval Evropu a Severní Ameriku jako koncertní umělec. Roku 1944 se stal profesorem harmonie na pařížské konzervatoři. V roce 1953 se oženil s varhanicí Marie-Madeleine Chevalierovou (1921-1999), žačkou Marcela Duprého, s kterou také často vystupoval. Oba se dne 29. května 1975 stali účastníky těžké autonehody, jejíž následky ukončily Duruflého kariéru jako varhaníka. Své poslední dílo, krátkou větu Notre-Père napsal roku 1977. Maurice Duruflé zemřel roku 1986 v Paříži ve věku 84 let.

## Dílo

### Varhanní skladby
- Scherzo op. 2 (1926)
- Prélude, Adagio et Choral varié sur le Veni Creator op. 4 (1930)
- Suite op. 5 (Prélude, Sicilienne, Toccata, 1932)
- Prélude et Fugue sur le nom d'Alain op. 7 (1942)
- Prélude sur l'Introït de l'Épiphanie op. 13 (1961)
- Fugue sur de la Cathédrale de Soissons op. 12 (1962)
- Méditation op. posth. (1964)
- Lecture à vue
- Fugue
- Lux aeterna

### Komorní hudba
- Prélude, Récitatif et Variations op. 3 pro flétnu, violu a klavír
- Triptyque op. 1: Fantaisie sur des thèmes grégoriens (klavír, 1927/1943)
- Trois Danses op. 6 (pro klavír, úpravy pro dva klavíry, klavír na 4 ruce i orchestrální, 1932)

### Chrámové skladby
- Requiem op. 9 pro sóla, sbor, orchestr a varhany (1947)
- Quatre Motets sur des Thèmes Grégoriens op. 10 (sbor, 1960) :
- Messe Cum Jubilo op. 11 pour baryton solo, chœur de barytons et orchestre (1966) :
- Notre Père op. 14 pour 4 voix mixtes (1977)